# Max Hans Rehberg
Max Hans Rehberg (* 13. September 2003 in München) ist ein deutscher Tennisspieler.

## Karriere
Rehberg spielte bis 2021 auf der ITF Junior Tour. Dort konnte er mit Rang 21 seine höchste Notierung in der Jugend-Rangliste erreichen. Bei drei der vier Grand-Slam-Turniere nahm er 2021 teil und war im Einzel in Wimbledon mit dem Achtelfinale am erfolgreichsten. Im Doppel schaffte er beim selben Turnier mit dem Viertelfinale sein bestes Resultat.
Bei den Profis spielte Rehberg zunächst 2020 einige wenige Turniere, konnte aber schon sein erstes Match in Eckental auf der ATP Challenger Tour gewinnen. Auf der drittklassigen ITF Future Tour gewann er 2022 im Einzel seinen ersten Titel. Bei den BMW Open 2022 in München gab Rehberg dank einer Wildcard sein Debüt auf der ATP Tour. Im Einzel unterlag er Miomir Kecmanović, während er im Doppel mit Philipp Kohlschreiber spielte und ebenfalls zum Auftakt verlor. In Hamburg sowie 2023 in München erhielt Rehberg ebenfalls eine Wildcard. Gegen Jozef Kovalík und Márton Fucsovics unterlag er jeweils in drei Sätzen. Der größte Erfolg des Jahres gelang Rehberg im Oktober 2022 auf der ATP Challenger Tour, unter der ATP Tour die zweithöchste Turnierkategorie. Ohne Satzverlust zog er in Ismaning ins Endspiel ein. Er besiegte mit Tomáš Macháč und Vasek Pospisil zwei Spieler der Top 150, wobei er selbst gerade erst in die Top 600 der Tennisweltrangliste eingezogen war. Das Endspiel verlor er gegen den Weltranglisten-78. Quentin Halys mit 6:7, 3:6. Die Saison beendete er auf Rang 425.
Nach weniger guten Leistungen im Jahr 2023 fand Rehberg 2024 wieder in die Erfolgsspur. Neben mehreren Challenger-Viertelfinals schaffte er in Verona und Helsinki auch ein Halbfinale zu erreichen, wodurch er das Jahr erstmals auf Rang 269, in den Top 300 abschloss. Mit Daniel Altmaier besiegte er außerdem erstmals einen Spieler der Top 100. Anfang 2025 in Glasgow erreichte er das vierte Mal ein Challenger-Halbfinale. Der größte Erfolg im Doppel gelang ihm mit Justin Engel bei den BMW Open 2025, als sie die an Position 2 gesetzten Marcel Granollers und Horacio Zeballos besiegten.